# Cálcio na biologia
Cálcio em biologia tem funções importantes. Sob a forma de ião cálcio (Ca2+) contribui para a fisiologia e bioquímica das células dos seres vivos. Desempenha um papel importante nas vias de transdução de sinal, onde actua como segundo mensageiro, na libertação de neurotransmissores dos neurónios, na contração de todos os tipos de células musculares e na fertilização dos óvulos. Muitas enzimas requerem iões de cálcio como cofatores, incluindo vários fatores de coagulação. O cálcio extracelular é também importante para manter a diferença de potencial através das membranas celulares excitáveis, bem como para a formação adequada do tecido ósseo, onde o fosfato de cálcio desempenha um papel principal estrutural.
Os níveis de cálcio no plasma sanguíneo nos mamíferos são rigorosamente regulados, e os ossos atuam como principal local de armazenamento mineral. Os iões de cálcio, Ca2+, são libertados dos ossos para a corrente sanguínea em condições controladas. O cálcio é transportado pela corrente sanguínea como iões em solução ou ligado a proteínas como a albumina sérica. A hormona paratiroideia segregada pela glândula paratiróide regula a reabsorção de Ca2+ dos ossos, a reabsorção dos rins para a circulação e o aumento na ativação da vitamina D3 em calcitriol. O calcitriol, a forma ativa da vitamina D3, promove a absorção de cálcio nos intestinos e nos ossos. A Calcitonina segregada pelas células parafoliculares da glândula tiroideia também afeta os níveis de cálcio ao opor-se à hormona paratiroideia; no entanto, tem-se dúvidas quanto á sua importância fisiológica em humanos.
O cálcio intracelular é armazenado em organelos que libertam repetidamente e depois reacumulam Ca2+ em resposta a eventos celulares específicos. Os locais de armazenamento incluem as mitocôndrias e o retículo endoplasmático.
As concentrações características de cálcio em organismos modelo são: em E. coli 3mM (ligado), 100nM (livre), em leveduras em brotamento 2mM (ligado), em células de mamíferos 10-100nM (livre) e no plasma sanguíneo 2mM. 